# Sous le soleil d'Amalfi
Pour plus de détails, voir Fiche technique et Distribution.
Sous le soleil d'Amalfi (Sotto il sole di Amalfi) est une comédie romantique italienne réalisée par Martina Pastori et sortie en 2022.
Le film fait suite à Sous le soleil de Riccione, sorti en 2020.

## Synopsis
Vincenzo, Camilla, Furio, Irene et Lucio décident de passer leurs vacances à Amalfi. Un an après leur rencontre à Riccione, l'amour de Vincenzo et Camilla, en attendant d'emménager ensemble, doit faire face aux conséquences de leur relation à distance. Pendant ce temps, Furio cherche l'amour et Nathalie, la colocataire de Camilla, a un secret qui la tourmente.

## Fiche technique
- Titre français : Sous le soleil d'Amalfi[1]
- Titre original italien : Sotto il sole di Amalfi[2]
- Réalisateur : Martina Pastori
- Scénario : Caterina Salvadori, Enrico Vanzina, Ciro Zecca
- Photographie : Edoardo Carlo Bolli
- Montage : Gianluca Scarpa (it)
- Musique : Matteo Curallo (it)
- Décors : Giada Calabria
- Costumes : Patrizia Mazzon
- Production : Mattia Guerra, Stefano Massenzi, Tommaso Arrighi, Andrea Occhipinti (it)
- Société de production : Lucky Red (it)
- Pays de production :  Italie
- Langue originale : italien
- Format : couleurs - Son Dolby Digital
- Durée : 96 minutes
- Genre : comédie romantique
- Dates de sortie :
  - Italie et France : 13 juillet 2022

## Distribution
- Lorenzo Zurzolo : Vincenzo
- Ludovica Martino (it) : Camilla
- Isabella Ferrari : Irène
- Luca Ward : Lucio
- Davide Calgaro : Furio
- Kyshan Wilson : Nathalie
- Nicolas Maupas : Hans
- Elena Funari : Rebecca
- Marit Nissen : Brigitte
- Raz Degan : David
- Andrea Occhipinti : Roberto